# ذعبلوتن
ذعبلوتن أو ذعبلوت مركز سعودي تابع للمنطقة الشرقية.

## الموقع الجغرافي
يقع في جنوب شرق الربع الخالي على حدود السعودية وعُمان ويبعد عن الدمام ما يقارب 1300 كيلومتر. تعتبر الخرخير أقرب مدينة سعودية له وتبعد 320 كيلو متراً، بينما أقرب قرية له من عُمان قرية المشاش ومدينة مقشن العمانية التي تبعد 80 كيلومتر. لا يوجد طريق يربطه بأي مدينة من مدن السعودية حيث يقع في جنوب شرق الربع الخالي لايحده من الشمال والجنوب والشرق والغرب إلا الصحراء ولكن يتم الوصول إليه بأكثر من طريق إما عن طريق مطار عردة الذي يبعد عن ذعبلوتن مايقارب 400 كيلومتر. ثم بعد ذلك إمارة المنطقة توفر للقادمين من المطار سيارة مؤمنة للوصولة لمركز ذعبلوتن، أو عن طريق قرية المشاش العمانية أو طريق شيبه واستكمال طريق حرس الحدود مرورًا بسحمه وعردة ثم ذعبلوتن أو طريق ردمية مباشرة من شبيطة (طريق شيبه) حتى ذعبلوتن.

## الخدمات الحكومية
يوجد فيه مركز إمارة ذعبلوتن، ومدارس للبنين والبنات (للمراحل الابتدائية والمتوسطة) ومركز صحي.